# António de Sena Faria de Vasconcelos
António de Sena Faria de Vasconcelos Azevedo ou simplesmente Faria de Vasconcelos ou A. Faria de Vasconcellos (1880 - 1939), bacharel em leis formado pela Faculdade de Direito da Universidade de Coimbra, no dia em que recebeu esse diploma (12-06-1901) entregou-o ao pai e partiu para Paris e depois para a Bélgica, tendo feito o doutoramento em Ciências Sociais na Universidade Nova de Bruxelas. Tornou-se professor universitário e um prestigiado pedagogo ou pedagogista associado ao movimento Escola Nova.

## Biobibliografia
Nasceu na Rua de Santo António, freguesia de S. Miguel da Sé, em Castelo Branco, a 2 de março de 1880. Era filho de Luiz Candido de Faria e Vasconcellos (Sabugal,), bacharel formado em Direito e delegado do Procurador Régio na comarca de Castelo Branco, e de Maria Rita Sena Bello de Vasconcellos (Idanha-a-Nova,); neto paterno de Luiz José da Fonseca Faria e Maria José Maximina de Vasconcellos Cabral; e materno de Simão Pedro de Sena Bello, bacharel formado em Direito e juiz de Direito, conselheiro, e Emília Augusta d'Andrade Pissarra.
Frequentou até 1895 o Colégio do Espírito Santo de Braga (1872-1910), um estabelecimento com internato e externato, fundado em 1872 por missionários franceses da Congregação do Espírito Santo, e depois bacharelou-se em Direito pela Universidade de Coimbra.
O seu primeiro trabalho académico teve por temática central «o materialismo histórico e a crise religiosa do século XVI». A sua postura é, todavia, a do cientista social, não a do político: a do cientista social empenhado na transformação da sociedade. O vector transformador que vai escolher será o da educação, não o da intervenção política propriamente dita, ou seja, directa. À educação, com este sentido social transformador, dedicou toda a sua vida. O Direito foi apenas o seu ponto académico de partida, na linha da mencionada tradição familiar.
Foi precisamente atraído pelo vector pedagógico da vida social que em seguida partiu para a Bélgica, onde se matriculou na Universidade Nova de Bruxelas e em 1904 obteve o grau de Doutor em Ciências Sociais, com a classificação "la plus grande distinction", tendo defendido a tese Esquisse d'une théorie de la sensibilité sociale. Foi imediatamente contratado como professor da Universidade, passando a reger a cadeira de Psicologia e Pedagogia no Instituto de Altos Estudos (1904 - 1914).
Faria de Vasconcelos é um pedagogo completamente envolvido no Movimento da Escola Nova, que tinha em Genève o seu núcleo mais activo e qualificado, instalado no Instituto Jean-Jacques Rousseau e na Maison des Petits, anexa ao Instituto. Pontificam aí, nessa época, as figuras internacionalmente notáveis de Edouard Claparède, Adolphe Ferrière e Pièrre Bovet. Ferrière é, aliás, o Director do Bureau International des Écoles Nouvelles, cuja sede é precisamente em Genève.
Em outubro de 1912, Faria de Vasconcelos fundou em Bierges-Les-Wavre, perto de Bruxelas, uma Escola Nova que aspirava a realizar tanto quanto possível o modelo proposto pelo Bureau International, com os trinta caracteres definidos por Ferrière.
Desse conjunto perfeito realizou a Escola de Bierges 28; a segunda Escola Nova mais perfeita do mundo, pois só a de Odenwald realizou os 30 pontos. A experiência veio a ser publicada em livro pela famosa editora Delachaux et Niestlé, com o título Une École Nouvelle en Belgique (1915) [trad. Uma escola nova na Bélgica (2015)]. Ferrière traça o justo panegírico do grande pedagogo Faria de Vasconcelos no prefácio que escreveu para o livro.
A guerra de 1914-1918 veio, entretanto, interromper essa experiência, com a invasão da Bélgica pela Alemanha.
Faria de Vasconcelos dirigiu-se então para Genève, para junto dos seus amigos do Instituto Jean-Jacques Rousseau (Claparède, Ferrière e Bovet), integrando-se na sua equipa. Por indicação de Ferrière às autoridades cubanas, dirigiu-se para Cuba, onde realizou uma obra notável, e daqui para a Bolívia, onde essa obra deve ser qualificada de notabilíssima.
A sua primeira obra, que é o seu primeiro trabalho académico, intitula-se O Materialismo Histórico e a Reforma Religiosa do Século XVI.
Este trabalho, datado de 1900, constitui um extracto de uma dissertação para a 10ª cadeira da Faculdade de Direito, com ligeiras modificações e acrescentamento de uma rápida introdução.
Em 1902 publica Faria de Vasconcelos o livrinho O Pessimismo (Semiologia e Terapêutica).Procurando desenhar as grandes linha da terapêutica, combate o que chama a ética individualista e propugna uma visão diferente, de identificação do interesse particular com o interesse social, do indivíduo com a Sociedade, subordinando a perfeição daquele à perfeição desta.
Nesse mesmo ano na noite de 18 de Outubro de 1902 fez uma conferência no Ateneu Comercial de Lisboa sobre "O ensino ético-social das multidões".
Em 1902 escrevia: "No nosso país infelizmente nada há. A lepra do analfabetismo corrói o povo.".
Em 1903, apresenta ao Laboratoire de Sociologie de l'Université Nouvelle de Bruxelles uma Mémoire intitulada La psychologie des foules infantiles.
Logo no ano seguinte, 1904, elabora e apresenta a tese Esquisse d'une théorie de la sensibilité sociale.
No ano de 1909 dá uma série de lições sobre pedologia que professou na Sociedade de Geografia de Lisboa, sob os auspícios da Liga de Educação Nacional, e das quais resulta a publicação do livro Lições de Pedologia e Pedagogia Experimental.
A 1ª Guerra Mundial alterou profundamente a vida de Faria de Vasconcelos. Com a invasão da Bélgica pelo exército alemão, o pedagogo viu-se forçado a cessar a experiência da Escola de Bierges-Lez-Wawre, rumando a Genève, para junto dos seus amigos do Instituto Jean-Jacques Rousseau.
Algum tempo depois, e por diligência de Adolphe Ferrière, rumou primeiro a Cuba e depois à Bolívia, onde veio a realizar uma notável obra pedagógica. A sua acção, aliás, veio a estender a sua influência a toda a América Latina, com a sua Didactica de la Escuela Nueva.
Lá escreve as Obras Completas que incluem um primeiro grande texto que correspondente ao livro Une École Nouvelle em Belgique, publicado em Genève em 1915, traduzido em 1919 para inglês, em 1920 para espanhol e em 2015 para português: Uma escola nova na Bélgica.
Lá no prefácio que Adolphe Ferrière escreveu, segundo as suas palavras, o mestre Faria de Vasconcelos é qualificado como “ce pionnier de l’education de l’avenir”. Igualmente aí refere os trinta caracteres requeridos para a Escola Nova ideal. É claro que esses trinta caracteres não eram requeridos na sua totalidade para que fosse permitido a uma escola instituir-se como Escola Nova – diz Ferrière. A de Odenwald realizou os trinta; a de Bierges-Lez-Wawre realizou, segundo o prefaciador, vinte e oito e meio. Foi a segunda, muito próxima do programa máximo e só não porque o Estado belga não lhe o tinha permitido satisfazer ter coeducação (ponto 5) nem casas unifamiliares separadas para grupos de 10 a 15 alunos (ponto 4).
O programa mínimo deveria obedecer aos seguintes princípios:
- a escola devia estar situada no campo;
- fazer o ensino a partir da experiência e enriquecido pelo trabalho manual;
- funcionar em regime de autonomia dos escolares.
- Quanto aos caracteres, deveria aplicar pelo menos metade dos traços característicos da Escola nova típica – ou seja, 15 caracteres.[6]

O segundo texto intitula-se «Syllabus» del Curso de Dirección y Organización de las Escuelas. Trata-se de um livro publicado pela Escola Normal de Sucre (Bolívia), em 1919, sendo Faria de Vasconcelos seu professor e Director nessa data.
Segue-se um conjunto de artigos publicado na Bolívia, em Sucre. São ao todo dez artigos, centrados na circunstância pedagógica e escolar boliviana.
Segue-se um conjunto de oito textos de conferências feitas e publicadas na América do Sul, sobre temas de educação, de moral, de política na circunstância boliviana e ainda de ordem cultural e espiritual.
Na Bolívia, Faria de Vasconcelos envolveu-se em algumas intervenções políticas, em defesa da causa boliviana, focalizando principalmente a perda do acesso da Bolívia ao mar, consequência da apropriação pelo Chile de todo o litoral, no âmbito da chamada Guerra do Pacífico, em 1879.
O último grupo de textos deste volume é constituído por inéditos escritos na América Latina. O último corresponde a uma carta dirigida por Faria de Vasconcelos ao Reitor da Universidade, em 1920.
Em Dezembro de 1920 regressou a Portugal onde exerceu o cargo de Professor de Pedagogia na Escola Normal Superior.
Assinala então a sua integração no Grupo Seara Nova, de que foi co-fundador, e a colaboração que consequentemente publicou na revista Seara Nova; assinala ainda o seu envolvimento na Universidade Popular Portuguesa através da revista Educação Popular, e no jornal A Batalha, porta-voz da CGT (Confederação Geral do Trabalho).
Por ela, saíram duas séries dos Problemas Escolares (a 1ª em 1921, a 2ª em 1929).
Em 1922 foi nomeado Assistente da Faculdade de Letras de Lisboa.
Publica uma série de importantíssimos artigos sob o título geral de “Bases para a Solução dos Problemas da Educação Nacional”, os quais vão constituir a medula da proposta de Lei de Bases da Educação Nacional apresentada pelo Ministro João Camoesas ao Congresso da República em 1923.
A mesma preocupação demopédica percorre o notável artigo publicado nos Anais das Bibliotecas e Arquivos sobre “A biblioteca, Nicolau Roubakine e a sua obra”.
Ainda como professor na Faculdade de Letras de Lisboa, com a regência do curso de Psicologia Geral, publicou em 1924 o livro Lições de Psicologia Geral, que correspondia a uma parte do curso professado.
A data de 1925 antecede o arranque e desenvolvimento do Instituto de Orientação Profissional, fundando-o em Lisboa. A sua vida e publicações exprimem fielmente essa realidade.
Há, ainda assim, textos que incidem sobre outros assuntos. Um deles intitula-se “Monographie de L’Institut de Rééducation Mentale et Pédagogique”, datado de 1931.
Nessa linha e no mesmo ano de 1931, e em articulação com o referido Instituto de Reeducação Mental e Pedagógica, vemo-lo envolvido na organização do Instituto “Dr. Navarro de Paiva”, destinado “a menores do sexo masculino anormais delinquentes dos 9 aos 16 anos […] susceptíveis de educação e capazes de fornecer um rendimento social pela prática dum ofício adequado às suas capacidades”.
Encontra-se colaboração da sua autoria nas revistas Homens Livres (1923) e Lusitânia (1924-1927).
Morreu em Lisboa, na freguesia de Benfica, a 11 de agosto de 1939, com 59 anos de idade.

## Obras de Faria de Vasconcelos
A Fundação Calouste Gulbenkian, com apresentação de J. Ferreira Marques (1936-2015), editou as Obras Completas de Faria de Vasconcelos, em 7 volumes: I - 1900-1909 (1986), II - 1915-1920 (2000), III - 1921-1925 (2006), IV - 1925-1933 (2009), V - 1933-1935 (2010), VI - 1936-1939 (2010), VII - Adenda (2011).
- Lições de Pedologia e Pedagogia Experimental  Lisboa: Antiga Casa Bertrand, 1908.
- Uma escola nova na Bélgica / A. Faria de Vasconcellos; prefácio de Adolphe Ferrière; posfácio e notas de Carlos Meireles-Coelho; trad. Carlos Meireles-Coelho, Ana Cotovio, Lúcia Ferreira. - 1ª ed. - Aveiro: Universidade de Aveiro, 2015. - 320 p.   Tradução de Une école nouvelle en Belgique. Préface de M. Adolphe Ferrière. Neuchâtel: Delachaux & Niestlé, 1915. - Tradução para inglês: A New School in Belgium. With an Introduction by Adolphe Ferrière. Translated from the French by Eden and Cedar Paul. London: George G. Harrap & Co., 1919. - Tradução para espanhol: Una escuela nueva en Bélgica. Prefacio de Adolphe Ferrière. Traducción de Domingo Barnés. Madrid: Francisco Beltrán, 1920.